# LoveGame
LoveGame er fjerde single fra den amerikanske sangerinde Lady Gagas andet debutalbum, The Fame. Sangen er skrevet af Lady Gaga og RedOne, og blev frigivet på verdensplan i 24. marts 2009.

## Hitliste
| Hitliste (2009)                  | Højeste placering |
| -------------------------------- | ----------------- |
| Australian Singles Chart         | 4                 |
| Austrian Singles Chart           | 6                 |
| Belgian Singles Chart (Flanders) | 6                 |
| Belgian Singles Chart (Wallonia) | 5                 |
| Canadian Hot 100                 | 2                 |
| Czech Airplay Chart              | 10                |
| Dutch Top 40                     | 5                 |
| European Hot 100 Singles         | 7                 |
| Finnish Singles Chart            | 12                |
| French Singles Chart             | 5                 |
| German Singles Chart             | 7                 |
| Hungarian Singles Chart          | 4                 |
| Irish Singles Chart              | 30                |
| Japan Hot 100                    | 56                |
| New Zealand Singles Chart        | 12                |
| Swedish Singles Chart            | 12                |
| Swiss Singles Chart              | 15                |
| UK Singles Chart                 | 19                |
| US Billboard Hot 100             | 5                 |
| US Hot Club Dance Play           | 1                 |
| US Pop Songs                     | 1                 |